# Villecomtal
Villecomtal – miejscowość i gmina we Francji, w regionie Oksytania, w departamencie Aveyron. W 2013 roku populacja Villecomtal wynosiła 395 mieszkańców. Przez miejscowość przepływa rzeka Dourdou de Conques. 
W Villecomtal urodził się wikariusz apostolski Fidżi Julien Vidal SM.